# 渡邉基治
渡邉 基治（わたなべ もとはる、1979年6月5日 - ）は、新潟県出身のサッカー指導者。

## 来歴
新潟工業高校で全国高校サッカー選手権に2度出場し、3年時には主将を務めた。ブラジルへのサッカー留学を経て、アルビレックス新潟の入団テストを受けるも不合格。その際に語学力が認められて、2001年から選手ではなく通訳として活動することとなった。2015年に通訳兼アシスタントコーチとなり、2021年にコーチに就任した。

## 指導歴
- 2000年 -  アルビレックス新潟
  - 2000年 - 2014年 通訳
  - 2015年 - 2020年 通訳兼アシスタントコーチ
  - 2021年 - コーチ